# Hala
Hala là một chi nhện trong họ Pisauridae.